# Roos van Groen
Roos van Groen (Den Haag, 28 april) is een Nederlands korfbalster. Ze werd Korfbal League kampioen en was speelster van Jong Oranje.

## Carrière
Van Groen begon met korfbal bij het Scheveningse KVS, maar stapte in 2015 over naar het grotere Fortuna om op hoger niveau te spelen.
In dienst van de A1 jeugd bij Fortuna speelde ze in 2 zaalfinales (2016, 2017) en sloot ze haar juniorenperiode af met de Nederlandse veldtitel van 2017.
Sinds 2022 is Roos werkzaam bij consultantsbureau op maatschappelijk vlak.

## Korfbal League
Al in Korfbal League seizoen 2016-2017 maakte Van Groen haar debuut. Ze speelde 2 wedstrijden om 2 goals te maken.
In seizoen 2018-2019 leek Van Groen op weg naar een vaste basisplaats bij Fortuna. Ze speelde 4 wedstrijden tot ze geblesseerd raakte en ze de rest van het zaalseizoen niet meer mee kon doen. Wel was ze onderdeel van het Korfbal League kampioensteam van 2019.
Ook in 2019-2020 kwam Van Groen niet in actie. In seizoen 2020-2021 maakte ze eerste minuten in het Reserve team van Fortuna.
In seizoen 2021-2022 deed Fortuna wederom goede zaken in de zaalcompetitie. De ploeg was versterkt met Mick Snel en Celeste Split en dat had positief effect op de ploeg. Gedurdende het reguliere seizoen verloor Fortuna slechts 1 wedstrijd en plaatste zich als nummer 1 voor de play-offs. In de play-offs trof Fortuna concurrent Koog Zaandijk, maar Fortuna won in 2 wedstrijden. Hierdoor plaatste Fortuna zich voor het 4e jaar op rij voor de zaalfinale. In de finale was PKC de tegenstander. In een Ahoy, waar weer publiek bij mocht zijn, werd het een spannende wedstrijd. Fortuna won de wedstrijd met 22-21, waardoor het weer Nederlands zaalkampioen was. Van Groen speelde echter zelf niet in deze wedstrijd, zij zat namelijk met een blessure op de bank.
In seizoen 2023-2024 was het net-niet voor Fortuna. Lange tijd streed de ploeg mee voor een plek bij de bovenste 4, maar na 18 competitieduels stond Fortuna met 21 punten op de 5e plek. Hierdoor plaatste Fortuna zich niet voor de play-offs. Wel maakte Van Groen weer haar speelminuten in Fortuna 1 dit seizoen.

## Erelijst
- Korfbal League kampioen, 2x (2019, 2022)
- Europacup kampioen zaalkorfbal, 1x (2020)

## Oranje
Als speelster van Jong Oranje won Van Groen goud op het EK 2019.